# 제902군사정보단
제902군사첩보단(902nd Military Intelligence Group)는 미국 육군 군사첩보대의 방첩부대였다. 마지막 지휘관은 Maria C. Borbon 마리 C. 버본[*] 대령이었다.

## 역사
태평양 전쟁 후기의 1944년 11월 23일에 일본군으로부터 점령한 뉴기니 훌란디아에서 제902방첩분견대로 창설되었다. 더글라스 맥아더의 필리핀 탈환군 소속 29개 방첩분견대 중의 하나로서 필리진 전역에 참전하였다. 일본의 항복으로 제2차 세계 대전이 종결된 후에 동원해제로 해산하였다가 1952년 1월에 지금은 해체된 메릴랜드주의 포트 홀라버드에서 재소집되었다.
1966년 10월, 제902군사첩보단으로 개명되었다.
1974년 6월 30일, 육군첩보국으로 전속하고 포트 조지 G. 미드로 이사하였다.
1977년 1월 1일에 창설된 첩보보안사령부으로 전속하였다.
2022년 9월 27일, 부대가 해체되고 육군방첩사령부(ACIC)로 대체되었다.

## 부대
- 본부 및 본부분견대
- 제308군사첩보대대
- 제310군사첩보대대
- 제752군사첩보대대
- 육군작전보안분견대 (AOSD)
- 육군방첩센터(ACIC)

## 계보
- 1944년 11월 23일, 902nd Counterintelligence Corps (CIC) Detachment→제902방첩분견대
- 1966년 10월, Headquarters and Headquarters Detachment, 902nd Military Intelligence Group→제902군사첩보단, 본부 및 본부분견대

## 참고
1. ↑  Michael D. Dye (2019년 11월 14일). “902nd Military Intelligence Group celebrates 75 years” (보도 자료) (영어). U.S. Army public affair office. 2023년 7월 6일에 확인함.
2. ↑  Varga, Deborah J. (2022년 9월 27일). “US Army activates new counterintelligence command” (보도 자료) (영어). U.S. Army public affair office. 2023년 7월 6일에 확인함.